# Marilyn Burns
Marilyn Lynn Ann Burns (Erie, 7 maggio 1949 – Houston, 5 agosto 2014) è stata un'attrice statunitense, nota per aver interpretato il personaggio di Sally Hardesty nel film horror Non aprite quella porta e per aver interpretato Linda Kasabian nella serie televisiva Bel Air - La notte del massacro.

## Biografia
Nata a Erie, in Pennsylvania ma cresciuta a Houston, in Texas, all’inizio della propria carriera, Marilyn Burns fece un'audizione per il film Lovin' Molly (1974), ma venne in seguito sostituita da Susan Sarandon.
Raggiunse la notorietà nel 1974 recitando nei panni di Sally Hardesty nel film Non aprite quella porta, diretto da Tobe Hooper, primo di una fortunata saga che rivoluzionò il cinema horror. Sempre con lo stesso regista recitò nel 1977 nel film Quel motel vicino alla palude. Ultimo suo ruolo di rilievo fu quello di Linda Kasabian nella serie televisiva Bel Air - La notte del massacro. A partire dagli anni ottanta, fu meno assidua sulle scene, recitando solo sporadicamente in vari film horror minori in ruoli più o meno importanti e in alcune serie TV statunitensi.
Morì il 5 agosto 2014 a causa di un infarto all'età di 65 anni. Il suo corpo fu trovato da un parente nella sua casa di Houston in Texas.

## Filmografia parziale

### Cinema
- Non aprite quella porta (The Texas Chain Saw Massacre), regia di Tobe Hooper (1974)
- Quel motel vicino alla palude (Eaten Alive), regia di Tobe Hooper (1977)
- Kiss Daddy Goodbye, regia di Patrick Regan (1981)
- Future-Kill, regia di Ronald W. Moore (1985)
- Non aprite quella porta IV (Texas Chainsaw Massacre: The Next Generation), regia di Kim Henkel (1994)
- American Psycho, regia di Mary Harron (2000)
- Descendant, regia di Kermit Christman e Del Tenney (2003)
- Butcher Boys, regia di Duane Graves e Justin Meeks (2012)
- Non aprite quella porta 3D (Texas Chainsaw 3D), regia di John Luessenhop (2013)
- In a Madman's World (2013)
- Sacrament (2014)

### Televisione
- The Big Rip - Off – film TV (1975)
- Sunshine – serie TV, 1 episodio (1975)
- A tutte le auto della polizia (The Rookies) – serie TV, 1 episodio (1975)
- Bronk – serie TV, 1 episodio (1976)
- Ultimo indizio (Jigsaw John) – serie TV (1976)
- Giorno per giorno (One Day at a Time) – serie TV, 1 episodio (1976)
- Bel Air - La notte del massacro (Helter Skelter), regia di Tom Gries – miniserie TV (1976)
- Cinque giorni ancora – film TV (1978)
- A cuore aperto (St. Elsewhere) – serie TV, 1 episodio (1986)
- California (Knots Landing) – serie TV, 1 episodio (1986)
- Mia sorella Sam (My Sister Sam) – serie TV, 1 episodio (1987)
- Segni particolari: genio (Head of the Class) – serie TV (1987)
- I ragazzi della prateria (The Young Riders) – serie TV, 1 episodio (1990)
- Omicidio nell ombra – film TV (1990)
- Street Legal – serie TV, 1 episodio (1992)
- Gli specialisti (Soldier of Fortune, Inc.) – serie TV,1 episodio (1998)
- Felicity – serie TV, 1 episodio (2000)